# Parelatus ater
Parelatus ater är en stekelart som först beskrevs av Girault 1915.  Parelatus ater ingår i släktet Parelatus och familjen gropglanssteklar. Inga underarter finns listade i Catalogue of Life.